# Andezit
Andezit (též islandit) je výlevná magmatická hornina s častými porfyrickými vyrostlicemi minerálů. Název horniny je odvozen od pohoří Andy, kde se často vyskytuje. Andezitové lávy eruptují s teplotou 900 až 1100 °C, jejich erupce jsou často explozivní.
Jeho hlubinným ekvivalentem je diorit, do jehož skupiny je řazen. Mezi hypoabysální a subvulkanické ekvivalenty patří dioritové porfyry a lamprofyry – kersantit a spesartit. Předterciérní andezity jsou označovány jako paleoandezit, dříve též porfyrit.
Termín andezit zavedl Ch. L. von Buch v roce 1836.

## Petrografická charakteristika
Andezity se vyskytují ve formě povrchových uloženin nebo malých, mělkých intruzí. Mají afanitickou, porfyrickou nebo sklovitou strukturu. Procentuální obsah SiO2 je 56 až 63 %.
Minerální složení představuje vysoký obsah živců (plagioklas), a nižší obsahy (v různých poměrech a kombinacích) křemene, biotitu, amfibolu, pyroxeny, vzácně olivínu. Porfyrické vyrostlice tvoří plagioklas, pyroxeny, amfibol, biotit. U andezitů je častá metasomatická přeměna – propylitizace.
Barva andezitů může být světle až tmavě šedá, zelená, šedozelená, červená, hnědá až téměř černá. Pokud je hornina zvětralá, může mít barva odstíny žluté, okrové nebo červené barvy.

## Původ andezitů
Zdrojem produkce andezitového magmatu jsou ostrovní oblouky a divergentní kontinentální okraje, kde dochází k poklesům oceánské kůry do zemského pláště. Názory na samotný vznik, resp. původ andezitového magmatu jsou stále nejednotné. Jsou rozděleny do dvou skupin:
- názory předpokládající primární vznik, tj. přímý vznik andezitového magmatu:
  - parciálním tavením amfibolitové facie bazaltového materiálu v menších hloubkách,
  - parciálním tavením eklogitové facie bazaltového materiálu ve větších hloubkách,
  - parciálním tavením peridotitového pláště za přítomnosti vody,
- názory předpokládající sekundární původ andezitů z původního magmatu jiného složení:
  - diferenciace původního bazaltového magmatu,
  - kontaminace bazaltového magmatu kyselejšími horninami kůry,
  - smíchávání dvou druhů magmatu, bazaltového a granitového.

## Výskyt
Andezity jsou podobně jako bazalty jedněmi z nejrozšířenějších vulkanických hornin, jejich blízké vzájemné propojení a podobný makroskopický vzhled může komplikovat jejich rozlišení. Vznik andezitů je spojen se sopečnou aktivitou nad subdukčními zónami, tedy s pohořími Andského typu.

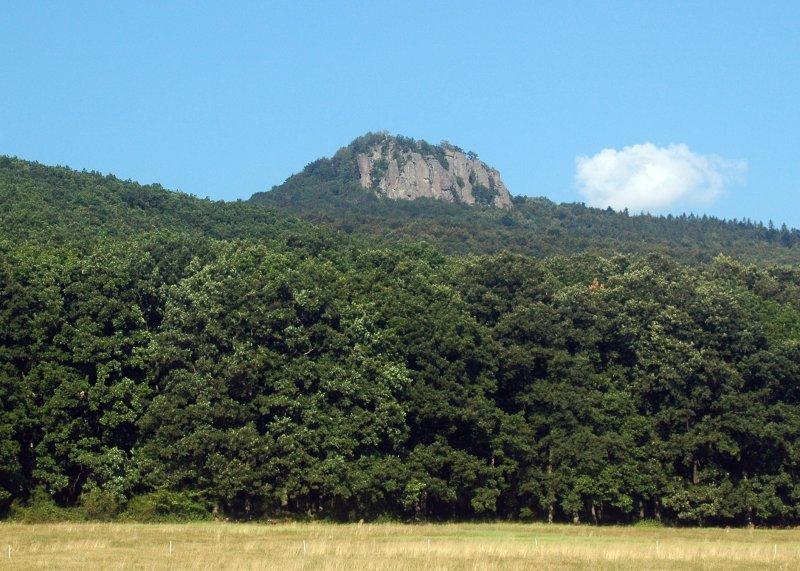
Andezitický vrch Žarnov v pohoří Vtáčnik

Ve světě jsou známy především z lokalit v Andách, kde dodnes vznikají např. v sopkách Cotopaxi a Popocatépetl. Jiné aktivní sopky se nacházejí v Japonsku např. Fudži, nebo v Indonésii – Krakatoa.
V zemích střední Evropy se aktivní andezitové vulkány už nenacházejí. V České republice tvoří andezity zbytky dnes už neaktivní vulkanické oblasti v okolí Uherského Brodu, Nezdenic, Bojkovic, Bánova, též v Tepelské vysočině, v Českém středohoří západně od Třebenic nebo u Rožmitálu severně od Broumova.
V Karpatech na Slovensku, v Maďarsku a Rumunsku vytvářejí andezity případně jejich pyroklastika podstatnou část neogenních sopečných pohoří. Vyskytují se v Štiavnických a Kremnických vrších, Vtáčniku, Pohronském Inovci, Krupinské planine, Vihorlatu a Tokajských vrších. Na Slovensku se mimo toho nacházejí i v geologicky starších oblastech v Veporských a v Zemplínskych vrších.